# ویم کوورمنز
ویم کوورمنز (انگلیسی: Wim Koevermans؛ زادهٔ ۲۸ ژوئن ۱۹۶۰) بازیکن فوتبال اهل پادشاهی هلند است.
از باشگاه‌هایی که در آن بازی کرده‌است می‌توان به باشگاه فوتبال فورتونا سیتارد و باشگاه فوتبال خرونینگن اشاره کرد.
وی همچنین در تیم ملی فوتبال هلند بازی کرده‌است.